# Moyie River
Der Moyie River ist ein 148 km langer orographisch rechter Nebenfluss des Kootenay River im Südosten der kanadischen Provinz British Columbia sowie im Norden des US-Bundesstaates Idaho. 

## Flusslauf
Der Moyie River entspringt auf einer Höhe von etwa 2050 m in der Moyie Range im Süden der Purcell Mountains. Er fließt anfangs 25 km in nordöstlicher Richtung durch das Bergland. Etwa 15 km südwestlich der Stadt Cranbrook wendet er sich nach Osten und durchfließt zwei 1,5 km auseinander liegende Seen, die gemeinsam als Moyie Lake bezeichnet werden, in südlicher Richtung. An der Einmündung in den nördlicheren See befindet sich der Moyie Lake Provincial Park am Flussufer. Am östlichen Ufer des südlichen Sees befindet sich die Siedlung Moyie. Der British Columbia Highway 3 (Crowsnest Highway) folgt ab Moyie Lake dem Flusslauf bis wenige Kilometer unterhalb von Yahk, bevor er nach Nordwesten abbiegt. Bei Yahk befindet sich der Ryan Provincial Park sowie der Yahk Provincial Park am Flusslauf. Bei Eastport, 41 km oberhalb der Mündung, überquert der Fluss die US-Grenze. Der Unterlauf liegt innerhalb des Boundary County von Idaho. Der U.S. Highway 2 überquert den Fluss 2 km oberhalb der Mündung. Die Kleinstadt Moyie Springs liegt westlich der Mündung, Bonners Ferry 13 km flussabwärts am Kootenay River. 

## Hydrologie
Der Moyie River entwässert ein Areal von etwa 1985 km². Der mittlere Abfluss 8,5 km oberhalb der Mündung beträgt 25 m³/s. Im Monat Mai führt der Fluss gewöhnlich die größte Wassermenge.

## Wasserkraftnutzung
Die 28 m hohe Moyie-Talsperre befindet sich 2,5 km oberhalb der Mündung. Das Wasser treibt 4 Turbinen mit einer Gesamtleistung von 3950 kW an.